# Efferia tabescens
Efferia tabescens är en tvåvingeart som först beskrevs av Banks 1919.  Efferia tabescens ingår i släktet Efferia och familjen rovflugor. Inga underarter finns listade i Catalogue of Life.